# Monclús (apellido)
Monclús (con algunas otras variantes, como por ejemplo Montclús) es un apellido español, originario de Aragón y formado a partir del idioma aragonés.

## Etimología del apellido
El apellido Monclús es un apellido toponímico, generado a partir de la localidad de Monclús, antiguo despoblado del que tan sólo subsistía la ermita de la Virgen de Monclús, y que fue anegado por la construcción del embalse de Mediano en los años 1970. También puede haberse originado en la población de Morillo de Monclús que, como la anterior, forma parte actualmente del término municipal de La Fueva, en la comarca del Sobrarbe y provincia de Huesca.

La etimología del topónimo que da origen al apellido se corresponde con las voces latinas mons, montis (monte) y Clusus (cerrado, vallado). El sentido que indican es el de un monte o bosque cerrado, vallado o amurallado, con posible indicación de la existencia de un pequeño castillo u obra fortificada.
Sin embargo, Josep Maria Albaigès, miembro de la Societat Catalana d'Onomàstica y de la Societat Catalana de Genealogia, Heràldica, Sigil·lografia i Vexil·lologia, indica que se trata de un apellido de origen catalán, también de origen toponímico, a partir del nombre de una sierra en la comarca leridana de La Noguera, explicándolo como monte cerrado, agreste, impenetrable. De hecho, en todo su libro no se identifica ni a un solo apellido como de origen aragonés, aunque sí de origen asturiano, catalán, castellano, gallego, vasco y portugués. Existen además razones de tipo filológicas para dudar de la hipótesis de Albaigès, ya que la voz latina clusus ha derivado en catalán a clos, no a clus.

## Señorío de Monclús
Como sucede en tantas ocasiones, el pueblo aragonés de Monclús fue sede de un señorío, el señorío de Monclús, cuya titularidad correspondía a una familia que asumió el apellido, sin tener ningún tipo de relación con otras familias portadoras del mismo.

## Infanzones
Igualmente, como es frecuente en Aragón, algunos portadores del apellido lograron privilegios de infanzonía. En Capella (Huesca) existe actualmente hay una Casa Monclús con un escudo de armas labrado en piedra en la puerta, que corresponde exclusivamente a esa familia infanzona, no correspondiendo ni a otras familias con declaración de infanzonía ni, por supuesto, a otras familias sin privilegios de infanzonía.
El Archivo General Militar de Segovia constan expedientes de algunos portadores del apellido Monclús.